# Zsoldos Jenő

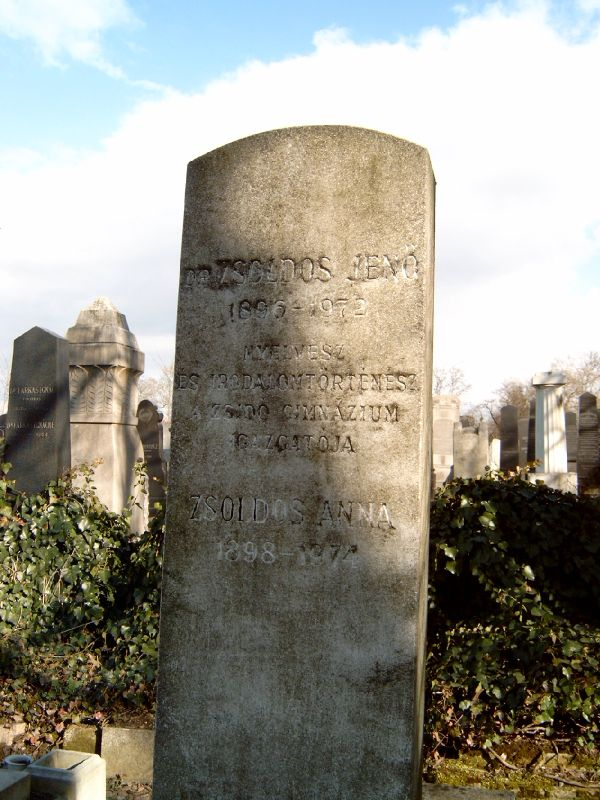
Zsoldos Jenő sírja a Kozma utcai izraelita temetőben

Zsoldos Jenő, 1914-ig Stern (Budapest, 1896. április 2. – Budapest, 1972. november 21.) irodalomtörténész, gimnáziumi igazgató-tanár.

## Élete
Tanulmányait a budapesti egyetemen magyar-latin szakán végezte, ugyanitt nyert 1923-ban doktori oklevelet. Kezdetben (1919-ben) a Tavaszmező utcai gimnázium tanára volt, a következő évtől a pesti zsidó leánygimnázium tanára, később pedig egyidejűleg irányította fiúgimnáziumot is. A diákok rendkívül szigorú embernek ismerték, szerintük az igazgató közreműködése miatt különítették el igen élesen a fiúkat és a lányokat, a korabeli pletyka szerint egy diáklány szerelmes lett belé, de öngyilkos lett, és az ilyen esetek elkerülése végett látta fontosnak a szegregációt. Sőt, reggelente az iskola mellett várta, nézte az iskolába igyekvő lányokat, fiúval jönnek-e vagy sem, illetve hogy viselik-e az egyensapkájukat.
Irodalmi működésének területe: magyar-zsidó irodalmi kapcsolatok és vonatkozások. E téren nagyon értékes munkásságot fejtett ki és e témakörnek egyik legegyénibb és legmodernebb kutatója volt. 1925-26-ban a Zsidó Szemle segédszerkesztője volt. 1936-tól 6 éven át szerkesztette a Libanon c. periodikát. Tanulmányai, cikkei a magyar zsidó lapokban, alkalmi kiadványokban és folyóiratokban jelentek meg. A Magyar zsidó lexikon munkatársa volt. Szerepet vállalat a Magyar-Zsidó Oklevéltár szerkesztésében, s 3 évtizeden keresztül a Magyar Nyelvőr állandó munkatársa is volt.

## Művei
- Feleki Béla (1929)
- Harminc év Isten szolgálatában (1925)
- Magyar nyelvű zsoltárfordításaink (1926)
- Zsidó népéleti vonatkozások Csokonai költészetében (1928)
- Bibliai vonatkozások Csokonai költészetében (1929)
- Zsidó vonatkozások a magyar irodalomban.
- A biblia, a midrás és a zsidó Mikes Törökországi leveleiben (Budapest, 1931)
- Kazinczy Ferenc és a zsidóság (Budapest, 1934)
- A felvilágosodás német zsidó írói és a magyar irodalom (Budapest, 1934)
- Száz év előtt. Az első magyar-zsidó írónemzedék (szerk. Turóczi-Trostler Józseffel, Budapest, 1940)
- Magyar irodalom és zsidóság (szerk., Budapest, 1943)
- A héber mese jelentkezése a magyar irodalomban (Budapest, 1946)
- 1848–49 a magyar zsidóság életében (Budapest, 1948)
- Palesztina-szótár (Gellért Endrével, Budapest, 1948)
- Magyar nyelvtan (Budapest, 1951)
- Vajda János levelei Milkó Izidorhoz (Scheiber Sándorral, Budapest, 1958)
- Ó mért oly későn. Levelek Kiss József életrajzához (Scheiber Sándorral, Budapest, 1972)